# Марфинская волость
Марфинская волость — административно территориальная единица на севере Московского уезда Московской губернии Российской империи и РСФСР. Существовала до 1918 года, центром волости было село Марфино.
По данным 1890 года в состав Марфинской волости, относящейся к 4-му стану Московского уезда, входило 53 селения, проживало 8607 человек. Волостное правление находилось в селе Марфино, квартиры полицейских урядников размещались в деревнях Сухарево и Чапчиково.

Жители Марфинской волости в большинстве земледельцы, но вспаханная земля не сдабривается в должной пропорции навозом, — год от году делается тощее и дает меньше урожая. Жители ея занимаются отчасти фабричной промышленностью; легковым извозом; пишут картинки на изделиях из папье-маше.— Справочная книжка Московской губернии, 1890 г.
В 1899 году в селениях Еремино, Ивановская, Никольско-Прозорово, Рождествено, Сухарево, Тишково и Чапчиково имелись земские училища, в селе Витенёво — земская школа, в селе Марфино — церковно-приходское училище.
В начале 1910-х гг. в Марфине располагалось волостное правление, имелись земское училище, кредитное товарищество, участковое попечительство о бедных и имение графини Паниной. Земские училища также были в селениях Белозеры, Еремино, Иваньково, Киово, Румянцево, Рождествено, Сухарево, Тишково, Федоскино, Чапчиково и Чёрная, в селе Курово — церковно-приходская школа. На пустоши Лунево работало почтовое отделение и сберегательная касса.
В 1918 году Марфинская волость была упразднена, а её территория разделена между образованными Коммунистической, Пушкинской и Трудовой волостями.